# 小林未郁
小林 未郁（こばやし みか、1978年 - ）は、日本の女性シンガーソングライター。広島県出身。身長150cm。血液型はAB型。

## 人物
主にピアノの弾き語りスタイルで音楽活動を行い、ほとんどのオリジナル曲を自らが作詞・作曲している。
好きな作家は、江戸川乱歩、太宰治、後期の川端康成、好きな球体関節人形作家は吉田良。
ダンスや殺陣を習うなど、アクティブな一面もある。
廃墟好き。工場夜景のファンである。

## 来歴
幼少の頃より歌い始め、5歳からピアノを習う。音楽活動の為に18歳で広島より上京。
22歳の時に「部長島耕作新人女性歌手オーディション」にオリジナル曲で挑み、1000人を超える応募者の中からグランプリを獲得。その後、2005年にミニアルバム『月夜のかけおち』でデビュー（主な編曲は同アルバムプロデューサーでもある福田裕彦、キーボードとしてバッキングにも参加）。
2009年、1stシングル『毒／群花』と、自身がボーカルとリーダーを勤めるバンド「鎌倉組」のフルアルバム『くるくるまわる』が共に全国流通。同年に株式会社ニッカリの企業イメージソング『明日のために』がリリース。2011年にはセルフプロデュースによるフルアルバム『糸車』が全国流通。
歌唱力を高く評価されており、2010年より多数のドラマやアニメのサウンドトラックにボーカリストとして参加。アニメ：「機動戦士ガンダムUC」「青の祓魔師」「戦国BASARA弐」「甲鉄城のカバネリ」「進撃の巨人」「アルドノア・ゼロ」、ドラマ：坂口憲二主演連続『医龍-Team Medical Dragon-3』（フジテレビジョン）、佐藤隆太主演『まっすぐな男』（フジテレビジョン）、土屋太鳳主演・連続テレビ小説『まれ』（NHK）、映画 市原隼人主演「ボックス!」等。（各サウンドトラックの主な作曲は澤野弘之）。その他、「FINAL FANTASY XI」「ゼノブレイドクロス」「崩壊3rd」などのゲーム音楽にも参加している。
拠点を東京に置きつつ、名古屋･大阪･新潟など遠方でもワンマンライブを開催。2010年にはイタリア･フィレンツェのテアトロデルサーレにてソロライブを決行。ヴェッキオ宮殿や国立ペルゴラ劇場にも出演。2011年以降もドイツ・イタリアでライブ出演、2017年には中華圏ツアーも開催する等、世界各国で活動の幅を広げている。

## ディスコグラフィー

### オリジナルCD
小林未郁
- シングル
  - 2007年 『毒／群花』（2009年全国流通）
  - 2009年 『明日のために』株式会社ニッカリイメージソング
  - 2010年 『散りゆく桜に鐘が鳴る』（イベント限定販売）
  - 2010年 『月とヤモリ』（イベント限定販売）
- アルバム
  - 2005年 『月夜のかけおち』
  - 2006年 『心臓ノ音-ミミナリ-』
  - 2006年 『記憶ノ海』（Favorite Banana Indians第6回公演「Unforgettable」劇中歌/会場限定販売）[2]
  - 2008年 『茶色いピアノ』
  - 2011年 『糸車』（2011年全国流通）
  - 2013年 『紫陽花迷路』
  - 2014年 『Mika』
  - 2016年 『Mika Type い』
  - 2017年 『Mika Type ろ』
  - 2019年 『Mika Type は』

鎌倉組
- シングル
  - 2007年 『鎌倉組』
- アルバム
  - 2007年 『紙とえんぴつ』
  - 2008年 『くるくるまわる』（2009年全国流通）

### 参加CD
| 発売日         | タイトル                                                                      | 曲名 | レーベル                                     | 規格品番                                        | 備考 |
| -------------- | ----------------------------------------------------------------------------- | --- | -------------------------------------------- | ----------------------------------------------- | --- |
| 2010年2月24日  | 連続テレビドラマ「まっすぐな男」オリジナル・サウンドトラック                  | Illusion | ワーナーミュージック・ジャパン               | WPCL-10771                                      | 連続テレビドラマ「まっすぐな男」劇伴ボーカル曲・イメージソング |
| 2010年5月19日  | 映画「ボックス!」オリジナル・サウンドトラック                                 | THE GONG | ファー・イースタン・トライブ・レコーズ       | UMCF-1037                                       | 映画「ボックス!」劇伴ボーカル曲・イメージソング |
| 2010年9月1日   | アニメ「戦国BASARA弐」音楽絵巻弐〜乱世、再び！〜                              | - This is a Fight to Change the World - CR€SC∃NT | flying DOG                                   | VTCL-60223                                      | - This is a Fight to Change the World - 劇中ではオフボーカルのみ使用、TVシリーズダイジェストではボーカル使用 - CR€SC∃NT - 劇伴ボーカル曲・イメージソング                                                 |
| 2010年12月8日  | 連続テレビドラマ「医龍3 THE BEST」                                            | - TEARS Of The DRAGON - BLUE DRAGON (TMD3 VER.) | ユニバーサルシグマ                           | UPCI-1098                                       | - TEARS Of The DRAGON - テレビドラマ「医龍3」 挿入歌 - BLUE DRAGON (TMD3 VER.) - テレビドラマ「医龍3」劇伴ボーカル曲・イメージソング                                                                     |
| 2011年6月21日  | アニメ「青の祓魔師」オリジナル・サウンドトラックⅠ                             | - 祓魔師強奏曲 第一楽章 : Me & Creed - アッシャー幻saw曲 第一楽章 : Call me later | アニプレックス                               | SVWC-7778                                       | アニメ「青の祓魔師」挿入歌 |
| 2011年11月9日  | アニメ「機動戦士ガンダムUC」オリジナル・サウンドトラック2                     | - EGO - REMIND YOU | ミュージックレイン                           | SMCL-250                                        | - EGO - アニメ「機動戦士ガンダムUC」挿入歌 - REMIND YOU - アニメ「機動戦士ガンダムUC」劇伴ボーカル曲・イメージソング                                                                                     |
| 2012年1月25日  | アニメ「ギルティクラウン」 オリジナル・サウンドトラック                       | - βioς - βιoς-δ | アニプレックス                               | SVWC-7817                                       | アニメ「ギルティクラウン」挿入歌 |
| 2012年1月25日  | 「ギルティクラウン」 THEME SONG COLLECTION (BD&DVD 1 特典DISC)                | - βioς <MK+nZk Version> | アニプレックス                               | - BD／NZX-3801 - DVD／ANZB-3801                 | アニメ「ギルティクラウン」挿入歌 リアレンジ・19話挿入歌 |
| 2012年2月22日  | 「ギルティクラウン 」OST ANOTHER SIDE (BD&DVD 2 特典DISC)                     | 美♂-K+＄タすpAd | アニプレックス                               | - BD／ANZX-3803 - DVD／ANZB-3803                | アニメ 「ギルティクラウン 」挿入歌 |
| 2012年5月9日   | アニメ「機動戦士ガンダムUC」オリジナル・サウンドトラック3                     | - EGO - REMIND YOU | ミュージックレイン                           | SMCL-264                                        | 2011年10月に開催されたガンダムUC Film&Live 2012のライブ音源 |
| 2012年12月19日 | 「青の祓魔師 -劇場版-」オリジナル・サウンドトラック                           | TVおうったけ（Me & Creedの別バージョン） | アニプレックス                               | SVWC-7914                                       | アニメ「青の祓魔師」挿入歌 |
| 2013年3月8日   | 映画「プラチナデータ」オリジナル・サウンドトラック                            | α≠a | レジェンドア                                 | LEGD-0009                                       | 映画「プラチナデータ」オープニングテーマ |
| 2013年6月28日  | アニメ「進撃の巨人」 オリジナル・サウンドトラック                             | - ət'æk 0N tάɪtn - Bauklötze | ポニーキャニオン                             | PCCG-01351                                      | アニメ「進撃の巨人」挿入歌 |
| 2013年7月3日   | 青の祓魔師 Plugless                                                           | - DISC1 - Me & Creed <Lite-Tone-Happy部 3:な> - Call me later <nZk Plugless> - Me & Creed <Slow Ver> - DISC2 - Me & Creed - Call me later | アニプレックス                               | - 初回生産限定盤／SVWC-7941 - 通常盤／SVWC-7943 | アニメ『青の祓魔師』のBGM集。TVシリーズ&劇場版BGMの中から澤野弘之自らがセレクションし、アコースティック･アレンジで新録音した集大成的な作品。初回限定盤は、特典CD『青の祓魔師BGMセレクション』付きの2枚組 |
| 2013年12月25日 | アニメ「キルラキル」 オリジナル・サウンドトラック                             | Before my body is dry | アニプレックス                               | SVWC-7973                                       | アニメ「キルラキル」挿入歌 |
| 2014年1月8日   | キルラキル REARRANGE & REMIX SOUNDTRACK CD (BD&DVD 1 特典DISC)                | Before my body is dry: [nZk] ver. | アニプレックス                               | - BD／ANZX-9281 - DVD／ANZB-9281                | アニメ「キルラキル」挿入歌 リアレンジ / 本編ではインストver.が多く使われるが13話ではボーカルも使用。 |
| 2014年5月7日   | アニメ「キルラキル」オリジナル・サウンドトラック2（BD&DVD 5 特典DISC)         | 劇伴特化型1☆極★服 | アニプレックス                               | - BD／ANZX-9289 - DVD／ANZB-9289                | アニメ「キルラキル」挿入歌 |
| 2014年5月21日  | アニメ「機動戦士ガンダムUC」オリジナルサウンドトラック4                       | - SYMPHONIC-MOBILE SUITE[UC] 7thMob. :20140517 - SYMPHONIC-MOBILE SUITE[UC] 9thMob. :流星のナミダ <ORCH-VER> - EGO <nZk Ver.> | ミュージックレイン                           | SMCL-30001                                      | - コーラス参加 - EGO <nZk Ver.> \| アニメ「機動戦士ガンダムUC」挿入歌 リアレンジ |
| 2014年9月10日  | SawanoHiroyuki[nZk]「A/Z｜aLIEz」                                             | [nZk] | DefSTAR RECORDS                              | - 期間生産限定盤／DFCL-2083 - 通常盤／DFCL-2082 | |
| 2014年9月10日  | アニメ「アルドノア・ゼロ」オリジナル・サウンドトラック                        | - MKAlieZ - BRE@TH//LESS | アニプレックス                               | SVWC-70016                                      | アニメ「アルドノア・ゼロ」挿入歌 |
| 2014年9月10日  | 「YAMANAIAME」（Produced by 澤野弘之）                                        | - YAMANAIAME - YAMANAIAME(MovieEdit) | ポニーキャニオン                             | PCCG-01440                                      | 劇場版「進撃の巨人」前編〜紅蓮の弓矢〜 ED |
| 2014年9月24日  | アルドノア・ゼロ REARRANGE SOUNDTRACK (BD&DVD 1 特典DISC)                     | - BRE@TH//LESS <a0v> - MKAlieZ <a0v> | アニプレックス                               | - BD／ANZX-11401 - DVD／ANZB-11401              | アニメ「アルドノア・ゼロ」挿入歌 リアレンジ |
| 2014年11月11日 | MMORPG FINAL FANTASY XI アドゥリンの魔境 Original Soundtrack PLUS（配信限定） | - Forever Today - Forever Today ep ver. | SQUARE ENIX                                  |                                                 | |
| 2014年11月28日 | 「進撃の巨人展」Music Produced by 澤野弘之                                    | ətˈæk 0N tάɪtn<3Tv> | ポニーキャニオン                             |                                                 | - 「進撃の巨人展」テーマソング - ətˈæk 0N tάɪtnのフルボーカルver. |
| 2014年12月24日 | アニメ「七つの大罪」オリジナル・サウンドトラック                              | - Perfect Time - OH92&HrBrM | アニプレックス                               | SVWC-70040                                      | - アニメ「七つの大罪」挿入歌 - コーラス参加 |
| 2015年4月29日  | 澤野弘之 BEST OF VOCAL WORKS [nZk]                                            | - βιος - EGO - Me & Creed - Call me later <nZk Plugless> - Before my body is dry | ソニーミュージック                           | DFCL-2106                                       | 澤野弘之のヴォーカル楽曲を選りすぐったベスト・アルバム |
| 2015年3月18日  | 劇場版「進撃の巨人」前編 ~紅蓮の弓矢~ 初回限定版 BD&DVD 初回特典CD            | - ymniam-MKorch - YAMANAIAME(MovieEdit) | ポニーキャニオン                             | - BD／PCXG-50287 - DVD／PCBG-52446              | ymniam-MKorch - 劇伴ボーカル曲・EDのソロver. |
| 2015年4月8日   | アニメ「七つの大罪」オリジナル・サウンドトラック2                             | Perfect Time <再arr> | アニプレックス                               | SVWC-70063                                      | アニメ「七つの大罪」挿入歌 |
| 2015年4月29日  | NHK連続テレビ小説「まれ」オリジナル・サウンドトラック                         | - BECAUSE - Song of.. - Gray to Blue | ソニーミュージック                           | SRCL-8806                                       | NHK連続テレビ小説「まれ」挿入歌 |
| 2015年5月20日  | Wii U「ゼノブレイドクロス 」オリジナル・サウンドトラック                      | - DISC1 - NO.EX01 - Your Voice - So nah, so fern - DISC2 - z5m20i12r04a28 - Uncontrollable - DISC3 - The key we’ve lost | DefSTAR RECORDS                              | DFCL-2135                                       | Wii U「ゼノブレイドクロス 」挿入歌 |
| 2015年7月15日  | アニメ「終わりのセラフ」オリジナル・サウンドトラック                          | - 108 - ToBeContinued.. | NBC ユニバーサル・エンターテイメントジャパン | GNCA-1444                                       | - 108 - アニメ「終わりのセラフ」挿入歌 - ToBeContinued.. - アニメ「終わりのセラフ」劇伴ボーカル曲 |
| 2015年9月9日   | SawanoHiroyuki[nZk]「o1」                                                     | [nZk]o1 | SME Records                                  | - 初回生産限定盤／SECL-1760 - 通常盤／SECL-1762 | |
| 2015年9月9日   | 澤野弘之 BEST OF SOUNDTRACK【emU】                                            | - DISC1 - α≠a - Grey to Blue - DISC2 - ətˈæk 0N tάɪtn - Perfect Time - This is a Fight to Change the World - BRE@TH//LESS - DISC3【初回生産限定盤】 - 3594εMT ※スマホゲーム「三国志英歌」メインテーマ - ThreeFiveNineFourε ※スマホゲーム「三国志英歌」挿入歌 | SME Records                                  | - 初回生産限定盤／SECL-1755 - 通常盤／SECL-1758 | 劇伴作家デビュー10周年を記念して、澤野弘之が手掛けてきたサウンドトラックから選りすぐりの楽曲を収録したサウンドトラック・ベストアルバム                                                                   |
| 2015年11月25日 | Last SQ                                                                       | 聖剣伝説「戦闘2」/ Megumi Shiraishi feat. MIKA KOBAYASHI | SQUERE ENIX.MUSIC                            | SQEX-10521                                      | |
| 2016年4月27日  | ギルティクラウン アナログ盤 ANIPLEX+限定販売・完全生産限定盤                  | βiοs＜MK＋nZk Version> | アニプレックス                               | MD15-0193001                                    | 澤野弘之によるギルティクラウンOSTより、『βiοç＜MK＋nZk Version>』と『Ω』をシングルカットした7インチ・アナログ盤。                                                                                        |
| 2016年4月27日  | GUILTY CROWN COMPLETE SOUNDTRACK                                              | - DISC1 - βioς - 美♂-K+＄タすpAd - βioς＜MK＋nZk Version> - DISC3 - βιoς-δ | アニプレックス                               | SVWC-70156                                      | オリジナルサウンドトラックには未収録だった"SOUNDTRACK ANOTHER SIDE"(Blu-ray&DVD第2巻、4巻、9巻収録特典)も全て網羅した澤野弘之によるギルティクラウン コンプリートサウンドトラック                         |
| 2016年5月18日  | アニメ「甲鉄城のカバネリ」オリジナル・サウンドトラック                        | - Through My Blood - 1coma | アニプレックス                               | SVWC-70149                                      | アニメ「甲鉄城のカバネリ」挿入歌 |
| 2016年8月24日  | 布袋劇「Thunderbolt Fantasy 東離劍遊紀」オリジナル・サウンドトラック          | Darkest | アニプレックス                               | SVWC-70188                                      | 布袋劇「Thunderbolt Fantasy 東離劍遊紀」挿入歌 |
| 2017年4月13日  | 崩坏3 (Original Motion Picture Soundtrack) ※配信限定                          | - 崩壊世界の歌姫 - Girl Inside | MiHoYo                                       |                                                 | |
| 2017年6月7日   | アニメ「進撃の巨人 Season2」オリジナル・サウンドトラック                      | - YAMANAIAME - ymniam-MKorch | ポニーキャニオン                             | PCCG-01615                                      | 「YAMANAIAME」、「劇場版『進撃の巨人』前編 ~紅蓮の弓矢~ 初回限定版 初回特典CD」から再収録 |
| 2017年6月18日  | CRZETMAN -The Animation- オリジナル・サウンドトラック                         | Herz | FUJISHOJI                                    |                                                 | |
| 2017年9月25日  | Escape the Machine - Single                                                   | Escape the Machine | Strawberry Hill Music                        |                                                 | |
| 2018年3月6日   | 崩坏3                                                                         | 千年の羽 - Single ※配信限定 | miHoYo                                       |                                                 | |
| 2018年8月15日  | 劇場版「七つの大罪」オリジナル・サウンドトラック                              | Perfect Time | アニプレックス                               | SVWC-70354                                      | 再収録 |
| 2019年4月24日  | アニメ「甲鉄城のカバネリ」COMPLETE SOUNDTRACK                                 | - Through My Blood - 1coma | アニプレックス                               | SVWC-70406                                      | 再収録 |
| 2019年4月25日  | 「ドラゴンズドグマ：ダークアリズン」Re:Compose Mini SoundTrack                | Relief ～Coils of Light～ | カプコン                                     |                                                 | |
| 2019年6月26日  | アニメ「キルラキル」COMPLETE SOUNDTRACK                                       | - Before my body is dry - 劇伴特化型1☆極★服 | アニプレックス                               | SVWC-70418                                      | 再収録 |

### DVD
小林未郁主催企画
- 『桧扇懐石みやげもの』2007年
- 『糸蘭懐石　名古屋公演』2011年
- 『糸蘭懐石×SAMURAI SPIRIT』2012年

実験的PV集
- 『ヒトカタノユメ』2015年

写真集仕様DVD
- 『せむし男の恋』小林未郁×剱伎衆かむゐ　2017年

DVD
- 『迷宮入り』2017年　※福島県会津若松市 会津さざえ堂にて撮影

## 出演
小林未郁主催イベント
音楽・殺陣・ダンス・映像のコラボ「懐石」シリーズ
- 2005.05 「氷柳懐石」　於：池袋adm
- 2005.09 「蛇髭懐石」　於：大塚RED ZONE
- 2006.01 「射我懐石」　於：大塚RED ZONE
- 2006.11 「桧扇懐石」　於：大塚RED ZONE
- 2009.10 「糸蘭懐石」　於：渋谷DUO
- 2010.03 「糸蘭懐石　おかわり」　於：渋谷DUO
- 2010.07 「糸蘭懐石　名古屋公演」　於：名古屋市千種文化小劇場ちくさ座

イベント
- 2005年岸谷五朗主催イベントアクト・アゲインスト・エイズ[リンク切れ]（通称AAA）
- 2009年伊秩弘将主催イベント「IJICHI'S Living Door vol.6」
- 2011年9月19日 「青の祓魔師」BD・DVD購入者限定イベント「BLUE NIGHT FES.」
- 2011年10月1日 「機動戦士ガンダムUC」試写会「Film&Live episode 4」最速上映会
- 2012年4月15日 「GUILTY CROWN FESTIVAL'12」
- 2012年5月13日 「機動戦士ガンダムUC FILM&LIVE 2012 Reader's Theater "hand in hand"」
- 2013年10月12日 「進撃の巨人」Reading＆Live Event「Attack 音 体感」
- 2013年11月14日・15日 「澤野弘之 LIVE [nZk]001」
- 2014年1月25日 「リスアニ！LIVE-4」
- 2014年7月5日 「機動戦士ガンダムUC FILM&LIVE the FINAL “A mon seul désir”」
- 2014年9月12日 「澤野弘之 LIVE [nZk]002」
- 2015年2月8日 「リスアニ！STUDIO 特別編 澤野弘之 LIVE [nZk]002.5」
- 2015年6月21日 「ALDNOAH.ZERO EXTRA DAY」
- 2015年9月12・13日 「澤野弘之 LIVE [nZk]003」
- 2016年7月3日 「進撃！巨人中学校×進撃の巨人“進撃祭” Reading & Live Event」

2016年10月25日・26日、11月3・4日 「澤野弘之 LIVE [nZk]004」
- 2017年5月13日・14日 「澤野弘之 LIVE【emU】2017 〜BEST OF SOUNDTRACK〜」

海外
- 2010年
  - フィレンツェ日本映画祭オープニングセレモニー　イタリア/ヴェッキオ宮殿
  - 剱伎衆かむゐ公演にゲスト出演　イタリア/テアトロデルサーレ
  - 小林未郁ソロライブ　イタリア/テアトロデルサーレ
  - 剱伎衆かむゐ公演にゲスト出演　イタリア/国立ペルゴラ劇場
- 2011年
  - ドイツ、イタリアツアー

- 2016年　ANI:ME Abu Dhabi 2016にゲスト出演　アラブ首長国連邦/アブダビ[3]
- 2017年　中華圏：６都市ソロコンサートツアー『 Mika Type “起”』（上海/広州/成都/北京/香港/台湾）
- 2018年　中国：５都市ソロコンサートツアー『Mika Type “承”』（上海/重慶/成都/北京/深圳）
- 2019年　
  - アメリカ（オハイオ州 ）：Ohayocon
  - アメリカ（ハワイ州）：kawaii kon
  - イタリア（エトナ）： Etna Comic
  - ドイツ（マンハイム）：AnimagiC
  - ブラジル（サンパウロ）： Anime Friends
  - イタリア（マルケ地区）： 劇場公演
  - スペイン（バレンシア）：Japan Weekend
  - ギリシャ（アテネ）：Japan Week
  - フランス（パリ）：Japan Expo
  - 中国：５都市ソロコンサートツアー『Mika Type 承-舂容-』（北京/重慶/広州/南京/上海）
- 2020年   
  - フィンランド：Iisalmi Jazz Festival                                                                                                                                           　　
  - チリAEX29（Anime Expo Santiago-Summer 2020）

webパーソナリティ
- 「小林未郁のひと仕掛け」（あっ!とおどろく放送局）

ミュージックムービー
- 「桜花心中」監督：新生璃人

（出演：島口哲朗、吉居亜希子、ヒロモト森一、国分崇、福田高士、ギンティ小林、小林未郁、杉作J太郎）
- 崩坏3「逆熵入侵篇」纪念PV-崩坏世界的歌姬

崩壊3rdコミカライズ「逆熵入侵篇」完結記念PV ボーカル参加